# 帕尔梅拉 (巴西)
帕尔梅拉（葡萄牙語：Palmeira）是巴西巴拉那州的一个市镇。总面积1457.261平方公里，总人口32282人，人口密度22.2人/平方公里。